# Xysticus kaznakovi
Xysticus kaznakovi är en spindelart som beskrevs av Aleksander Stepanovich Utochkin 1968. Xysticus kaznakovi ingår i släktet Xysticus och familjen krabbspindlar. Inga underarter finns listade i Catalogue of Life.